# Prêmio Brouwer
O Prêmio Brouwer (em inglês:  Dirk Brouwer Award, normalmente conhecido como Brouwer Award), é concedido anualmente pela Divisão de Astronomia Dinâmica da Sociedade Astronômica dos Estados Unidos pelo destaque do conjunto da obra no campo da astronomia dinâmica. Homenageia Dirk Brouwer.

## Laureados
- 1976 Victor Szebehely
- 1978 Não houve premiação
- 1979 Paul Herget
- 1980 Boris Garfinkel
- 1981 George Contopoulos
- 1982 Walter Fricke
- 1983 Michel C. Henon
- 1984 Andre Deprit
- 1985 Peter Goldreich
- 1986 Não houve premiação
- 1987 Irwin Shapiro
- 1988 William M. Kaula
- 1989 Yoshihide Kozai
- 1990 Donald Lynden-Bell
- 1991 Martin Schwarzschild
- 1992 Stanton Jerrold Peale
- 1993 Alar Toomre
- 1994 Christopher Hunter
- 1995 Brian Marsden
- 1996 Frank Shu
- 1997 Scott Tremaine
- 1998 Sverre Aarseth
- 1999 Vadim Anatol'evich Antonov
- 2000 E. Myles Standish
- 2001 Jack Wisdom
- 2002 James Binney
- 2003 William Ward
- 2004 John Papaloizou
- 2005 James Williams
- 2006 Jacques Laskar
- 2007 Simon White
- 2008 Victor A. Brumberg
- 2009 Tim de Zeeuw
- 2010 Andrea Milani
- 2011 Lia Athanassoula
- 2012 Jerry Sellwood
- 2013 Joseph Burns
- 2014 Douglas Lin
- 2015 Sylvio Ferraz Mello
- 2016 Rosemary Wyse
- 2017 Ortwin Gerhard